# Tilman Bezzenberger
Tilman Bezzenberger (* 9. September 1957 in Berlin) ist ein deutscher Rechtswissenschaftler.

## Leben
Tilman Bezzenberger, Sohn des Rechtsanwalts Gerold Bezzenberger (1930–2023) und Enkel des Verwaltungsjuristen Reinhart Bezzenberger, studierte Geschichte, Philosophie und Rechtswissenschaft an der Albert-Ludwigs-Universität Freiburg, der Freien Universität Berlin und der Ludwig-Maximilians-Universität München. 1990 promovierte er in München mit einer Arbeit über Vorzugsaktien ohne Stimmrecht zum Dr. iur. Nach einer Rechtsanwaltstätigkeit in Berlin von 1989 bis 1992 war er von 1992 bis 1998 wissenschaftlicher Assistent in München und schloss dort 2001 seine Habilitation ab. Seit 2000 war Bezzenberger erneut als Rechtsanwalt in Berlin mit Schwerpunkt im Unternehmensrecht tätig, bevor er 2004 auf eine Professur für Bürgerliches Recht, Gesellschaftsrecht und Europäisches Zivilrecht an der Universität Potsdam berufen wurde. 2024 ging er in den Ruhestand.
Seit 2022 ist Bezzenberger Mitglied der Leibniz-Sozietät der Wissenschaften zu Berlin. Sein Forschungsschwerpunkt liegt auf dem Gesellschaftsrecht, insbesondere dem Recht der Aktiengesellschaften.

## Schriften (Auswahl)
- Vorzugsaktien ohne Stimmrecht. Heymann, Köln 1991, ISBN 3-452-22083-4 (zugleich: Dissertation, LMU München, 1990).
- Erwerb eigener Aktien durch die AG. O. Schmidt, Köln 2002, ISBN 3-504-31008-1.
- Das Kapital der Aktiengesellschaft. Kapitalerhaltung – Vermögensbindung – Konzernrecht. O. Schmidt, Köln 2005, ISBN 3-504-31169-X (zugleich: Habil.-Schrift, LMU München, 2000/01).
- mit Joachim Gruber und Stéphanie Rohlfing-Dijoux: Die deutsch-französischen Rechtsbeziehungen, Europa und die Welt. Les relations juridiques franco-allemandes, l’Europe et le monde. liber amicorum Otmar Seul. Nomos, Baden-Baden 2014, ISBN 978-3-8487-1119-2.